# Jaume Sisterna i Montcada
Jaume Sisterna i Montcada (Barcelona, 7 de novembre de 1930 – 14 de novembre de 2013) fou un poeta català. Estudià peritatge mercantil i art dramàtic, encara que no els finalitzà. Entre les seves obres, destaquen Novembre del meu any de néixer i de morir (Sabadell: Ausa, 1993), Els autobusos porten a l'infinit (Barcelona: Sedicions, 1997), La senyora (Gaüses: Llibres del Segle, 2000), Feines de no gaire (Badalona: Pont del petroli, 2008) i Home enlloc (Vic: Emboscall, 2008). Rebé el Premi Marià Manent 1988 per novembre del meu any de néixer i de morir. Com a dramaturg, foren representades les seves obres Era un noi tímid i innocent (1987) i L'arribada de la primavera (1992).
L'Associació Cultural de Poesia Pont del Petroli, va definir els seus poemes com una carícia que de mica en mica s'anava convertint en un duríssim cop de puny a l'ànima.